# Santuario di San Nicodemo

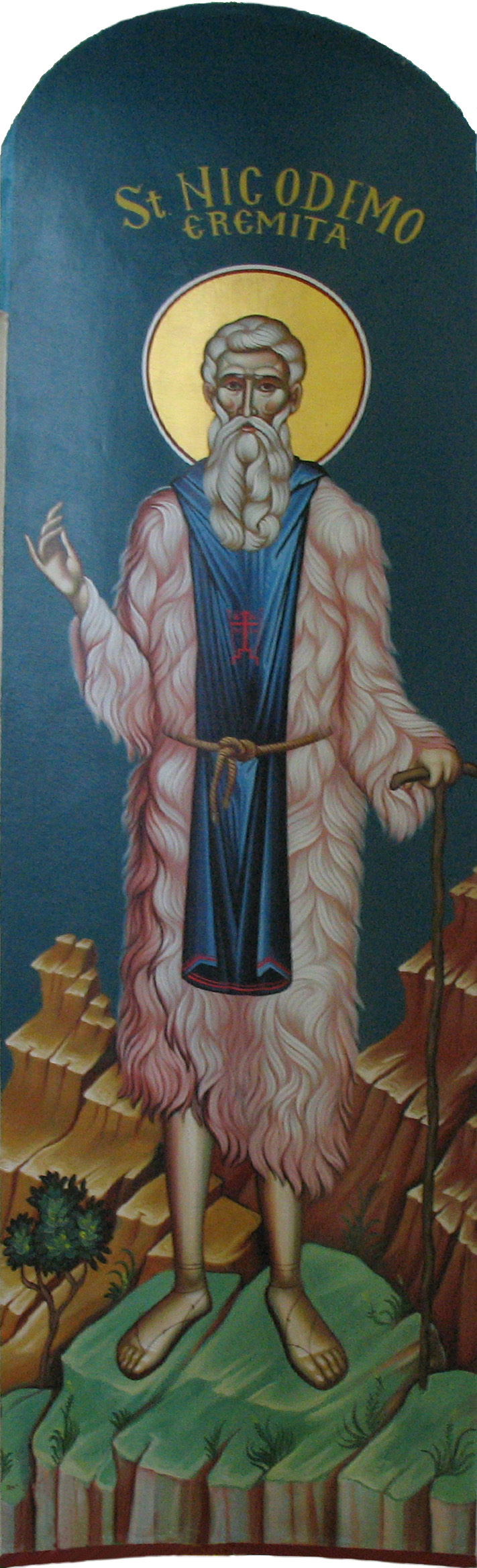
Icona di San Nicodemo eremita, che si trova al santuario

Il santuario di San Nicodemo, sorge a 703 m sul livello del mare sull'altopiano della Limina, ed è il luogo dove san Nicodemo ha vissuto. Nel 1501, le reliquie del santo furono traslocate alla grancia basiliana di San Biagio a Mammola. In seguito al terremoto del 1783, le reliquie vennero trasferite nella chiesa Matrice di Mammola, nella cappella di San Nicodemo.

## Il santuario

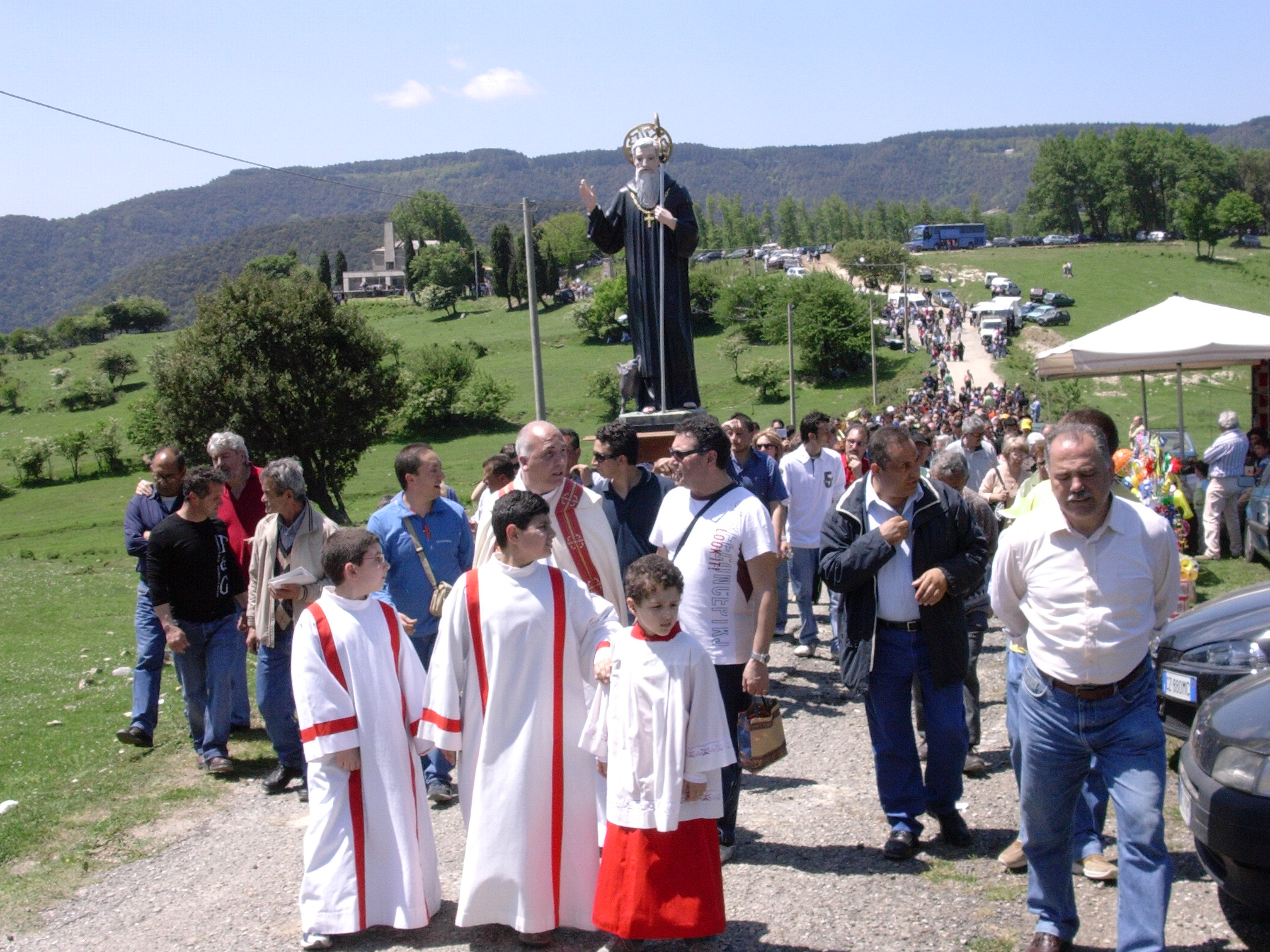
Processione di san Nicodemo - si svolge la domenica successiva al 12 maggio

Si trova a 3 km del passo della Limina, nel territorio del parco nazionale dell'Aspromonte. Inizialmente nel XVI secolo fu ricostruita una chiesa (in parte sui ruderi dell'antico monastero del X secolo, che è stato ristrutturato anche nel 1960). Gli affreschi presenti all'interno sono dell'artista Nik Spatari.
Importante sono i resti dell'antico monastero del Kellerana del X secolo a croce greca, con le tre absidi contrapposte ad oriente, tipiche dell'architettura bizantina-basiliana.
Il santuario ricco di storia e tradizioni è meta tutto l'anno di numerosi fedeli, turisti, escursionisti e studiosi. È abitato tutto l'anno dal monaco don Ernesto.
La festa si svolge ogni anno la domenica successiva al 12 maggio, in ricordo della nascita avvenuta il 12 maggio del 900.
Tutti i venerdì di luglio e agosto di ogni anno sono tradizionali i pellegrinaggi a piedi, con partenza da Mammola, percorrendo il sentiero dei Greci “la Seja” per raggiungere il santuario di San Nicodemo A.B. alla Limina.
Il santuario è stato incluso negli itinerari del Giubileo del 2000.

## Il monastero
L'antico  monastero del Kellerana, che nel X secolo era abitato da monaci basiliani, fu meta di devozione e di pellegrinaggio da parte di fedeli richiamati dai miracoli di Nicodemo e divenne quindi punto di riferimento religioso e spirituale per tutta la Calabria. Il monastero fu sottoposto nell'anno 1081 dal conte Ruggero all'abbazia benedettina della Santissima Trinità di Mileto e il provvedimento venne confermato nel 1091 ancora nel 1102 e sanzionato dai papi Eugenio III (24 febbraio 1151) e Alessandro III (16 luglio 1170 e 19 marzo 1179). Il monastero comunque non si piegò e resistette fieramente sia all'assoggettamento che alla latinizzazione, questo portò a duri scontri con i monaci benedettini che non avevano nessuna intenzione di assistere impassibili alla ribellione di un centro monastico così ricco e venerato; ricorsero quindi alla Santa Sede che incaricò il vescovo di Tropea di dirimere la questione; il vescovo convocò i monaci di San Nicodemo a comparire davanti a lui, ma questi ultimi rifiutarono e furono scomunicati. Nonostante ciò i monaci non si piegarono e continuarono a celebrare con rito bizantino. Papa Alessandro IV il 21 gennaio 1255 diede incarico al decano e al cantore della cattedrale di Tropea di dare esecuzione alla scomunica. Poco tempo dopo la crisi si riacutizzò per l'intervento del legato pontificio, cardinale Pandolfo, che incaricò Pietro, abate di Lamezia di giudicare la questione, ma l'intervento del vescovo di Gerace Paolo dimostrò che il monastero era sempre stato soggetto alla sua giurisdizione. In conseguenza di ciò i benedettini invasero con la forza il monastero, ma furono successivamente respinti dai monaci basiliani con l'appoggio del Vescovo di Gerace e dei canonici. Per questi fatti il vescovo Drogone di Tropea comminò la scomunica sia ai monaci sia al vescovo di Gerace. Comunque questa ennesima scomunica non ebbe effetto e i monaci si mantennero sempre indipendenti e continuarono a celebrare con rito greco-bizantino. Nel 1433 il monastero dava la ragguardevole rendita di 100 ducati d'oro. La relazione scritta riguardo alla visita effettuata nel 1483 dal vescovo di Gerace Atanasio Calkeopulo (traslitterato anche come Chalkeopulos o Calceopulo) lo segnala in piena attività ed in ottimo stato, per quanto già all'epoca parte del patrimonio storico fosse stata coattivamente trasferita a Mileto e in seguito a Roma per volontà papale, ciò però causò la dispersione dei reperti in varie biblioteche; qualche platea giunse fino a San Pietroburgo. Nel 1485 anche la diocesi di Gerace, e di conseguenza il monastero, passò al rito latino. Per il monastero ciò segnò l'inizio di una rapida decadenza. Nel 1501 i monaci si trasferirono nella grangia di San Biagio in Mammola e l'antico monastero abbandonato andò in rovina, oggi se ne possono vedere i resti presenti nelle vicinanze del santuario. Il monastero di Mammola fu poi soppresso dai francesi nel 1807.

## Luoghi d'interesse legati al santuario

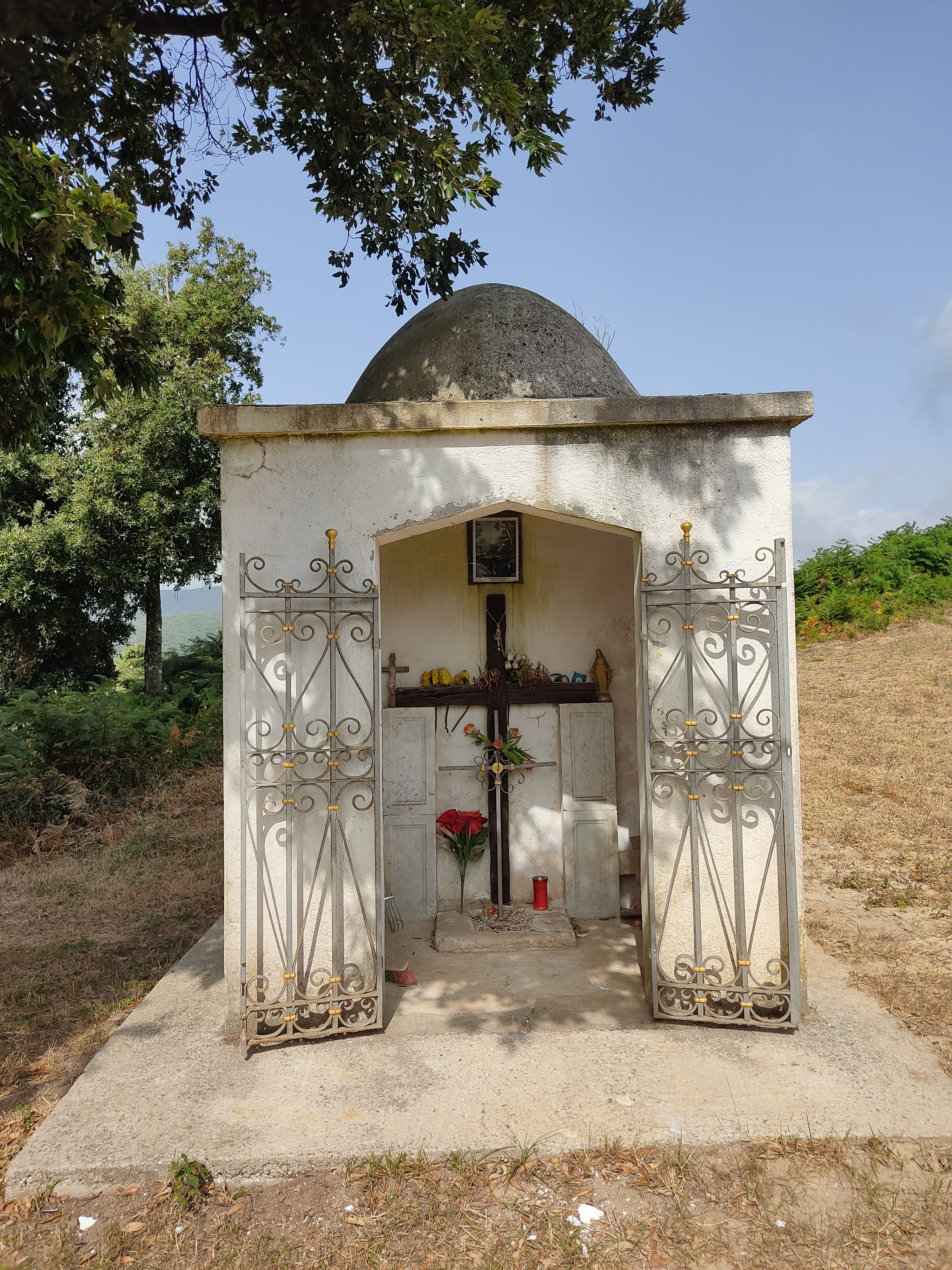
Cappelletta dove morì San Nicodemo

- Resti dell'antico monastero del Kellerana del X secolo a pianta greca, con le tre absidi contrapposte ad oriente di architettura bizantina basiliana;
- La chiesa con all'interno gli affreschi dell'artista Nik Spatari, che raffigurano i miracoli del Santo;
- La statua di san Nicodemo con il cinghiale;
- L'icona di san Nicodemo Eremita, firmata J.P.M. Kurill Obeid;
- La cappelletta dove morì san Nicodemo (25-3-990), all'interno due antiche croci, una in legno e l'altra in ferro battuto;
- La grotta di san Fantino di Tauriana;
- Il Monte Kellerana con le tre croci che guardano lo Ionio, il Tirreno ed il santuario, con una vasta veduta panoramica;
- I resti dell'oratorio bizantino dedicato a san Michele Arcangelo, con i basamenti dei muri perimetrali ed il pavimento di pietre;
- L'antica cappelletta votiva di san Nicodemo col dipinto del santo;
- L'antico monumento dedicato a San Michele Arcangelo, in ricordo dell'antico Monastero di San Nicodemo;
- L'antico sentiero dei Greci “la Seja” che collegava anticamente la zona ionica con quella tirrenica

## Come arrivare al santuario
Il santuario si raggiunge facilmente sia dalla costa Jonica che da quella Tirrenica
- Autostrada SA-RC svincolo Rosarno, S.G.C. Jonio-Tirreno uscita Limina, seguire l'indicazione SANTUARIO.
- Dalla fascia Jonica SS.106-E90, S.G.C. Jonio-Tirreno uscita Limina, seguire l'indicazione SANTUARIO.
- Dalla SP5 ex SS. 281 Marina di Gioiosa J-Rosarno, al passo della Limina seguire l'indicazione SANTUARIO.

## Galleria d'immagini

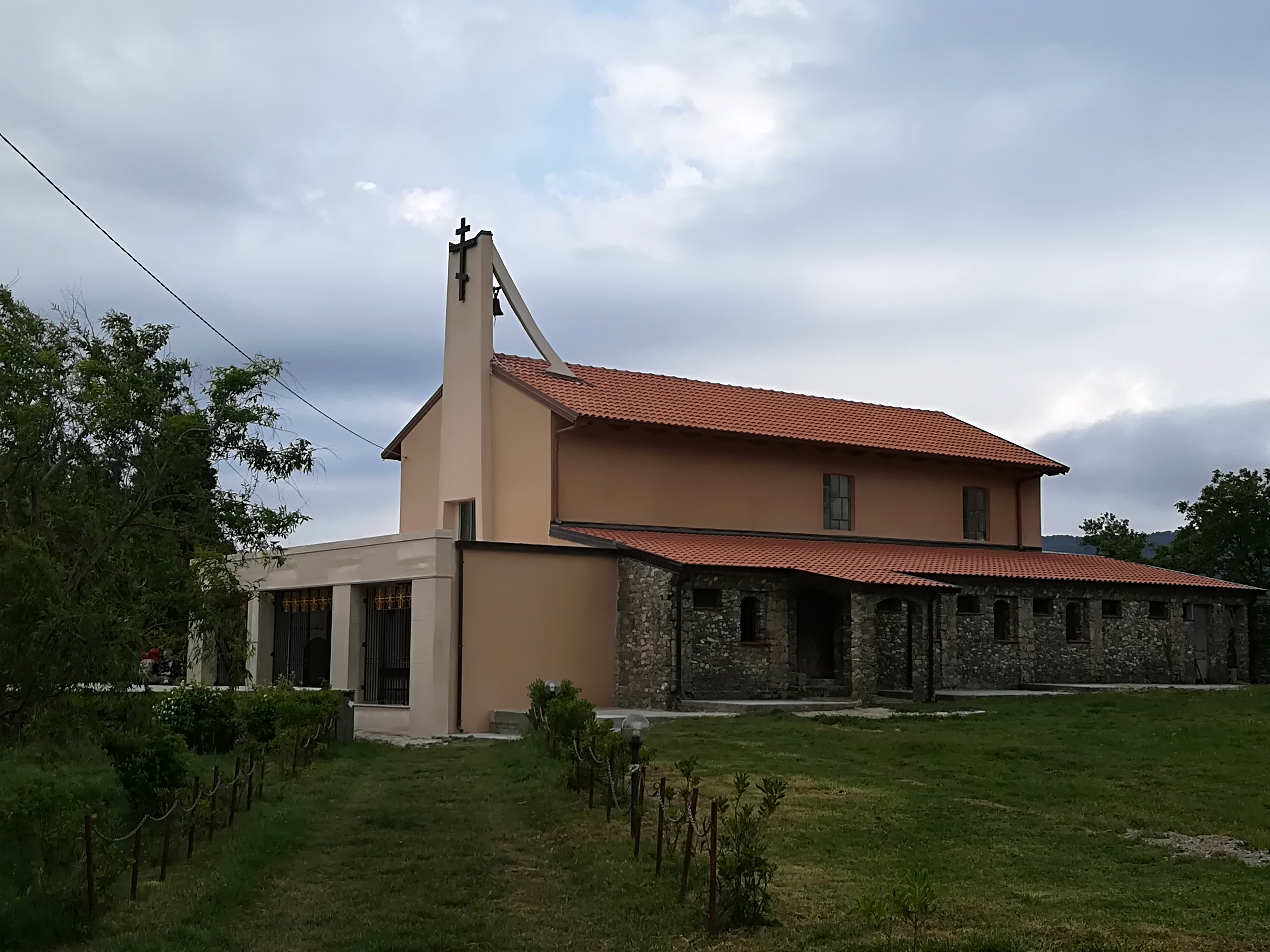
Santuario
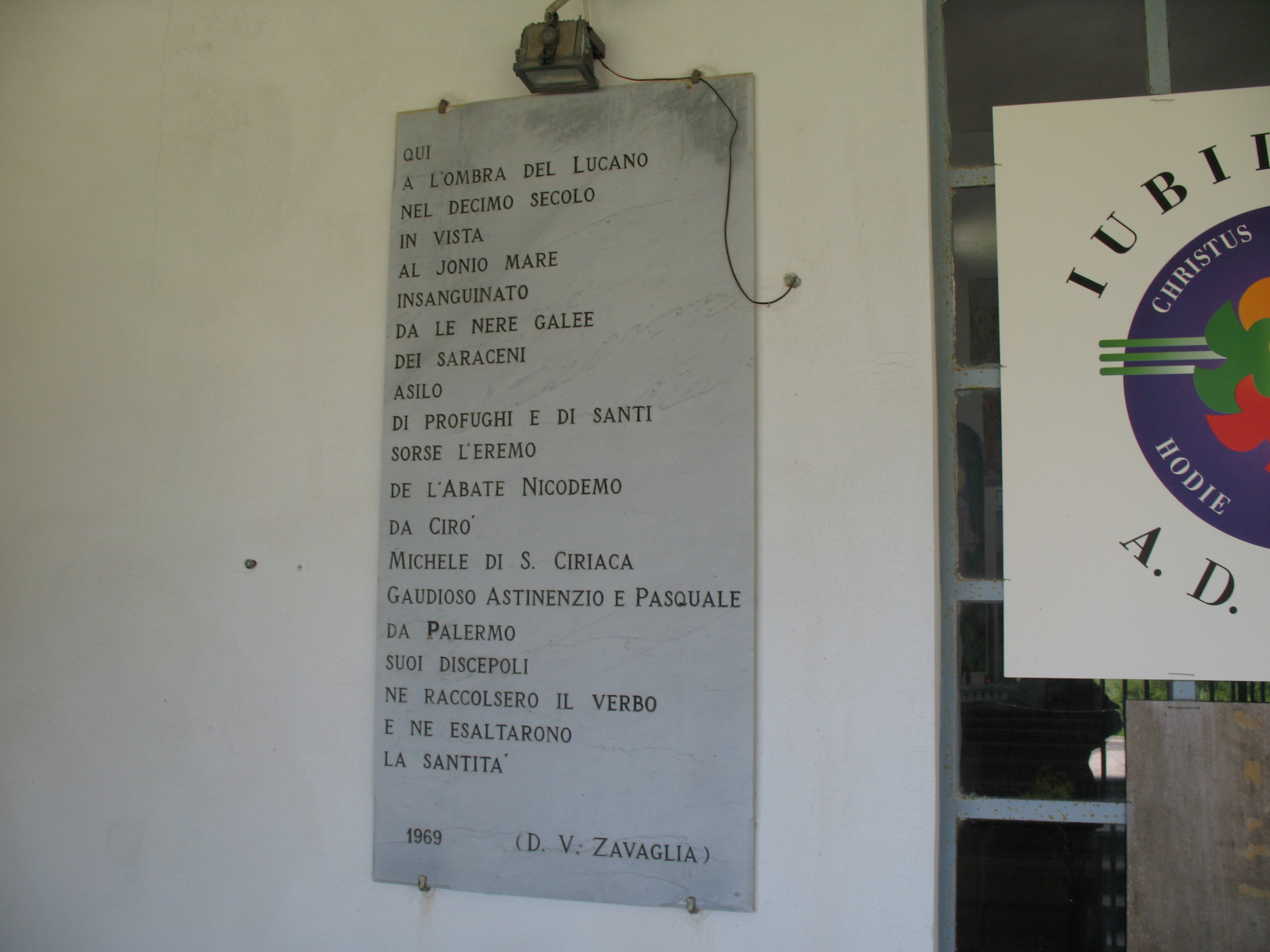
Lapide all'ingresso del santuario
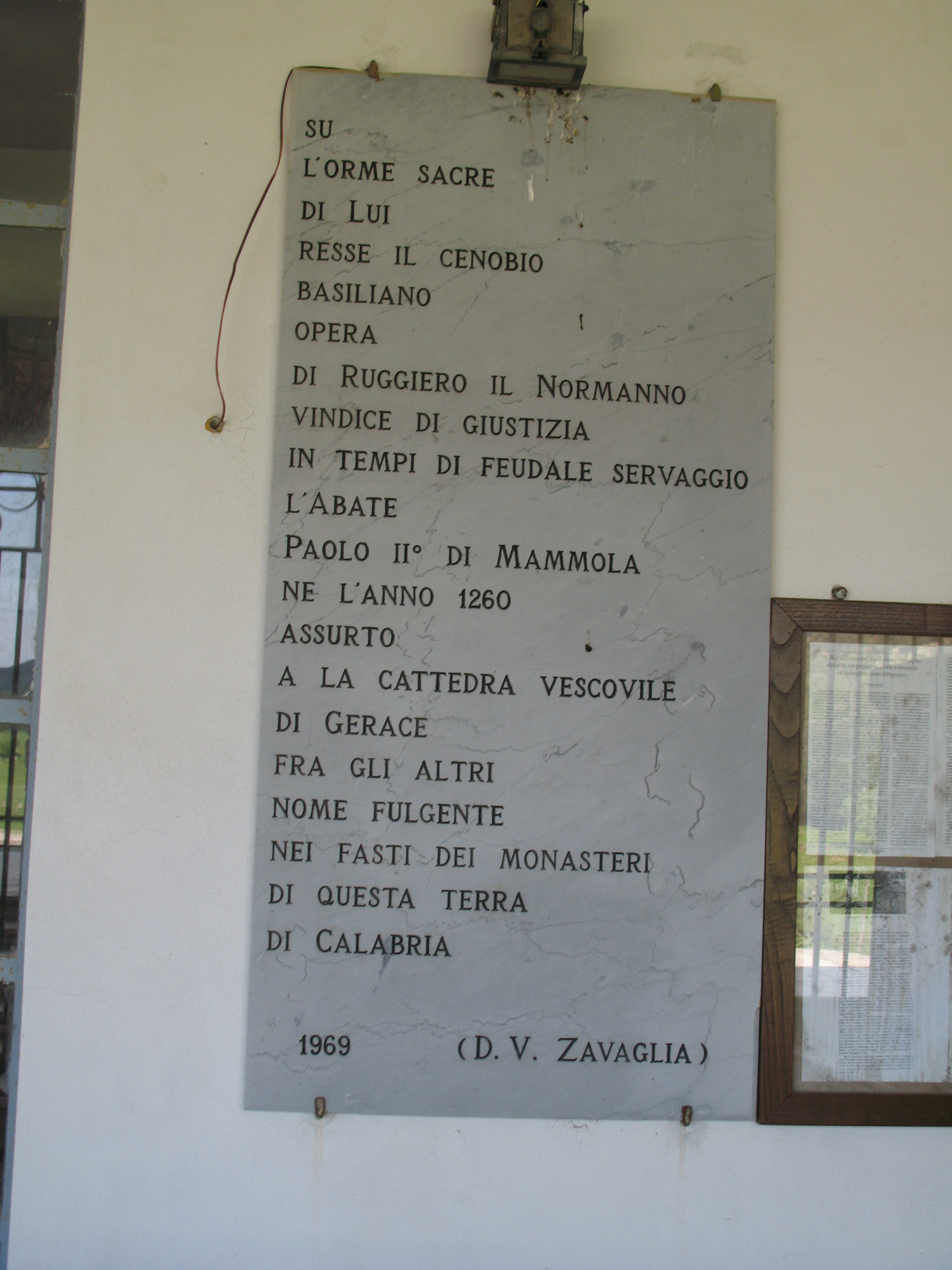
Lapide all'ingresso del santuario
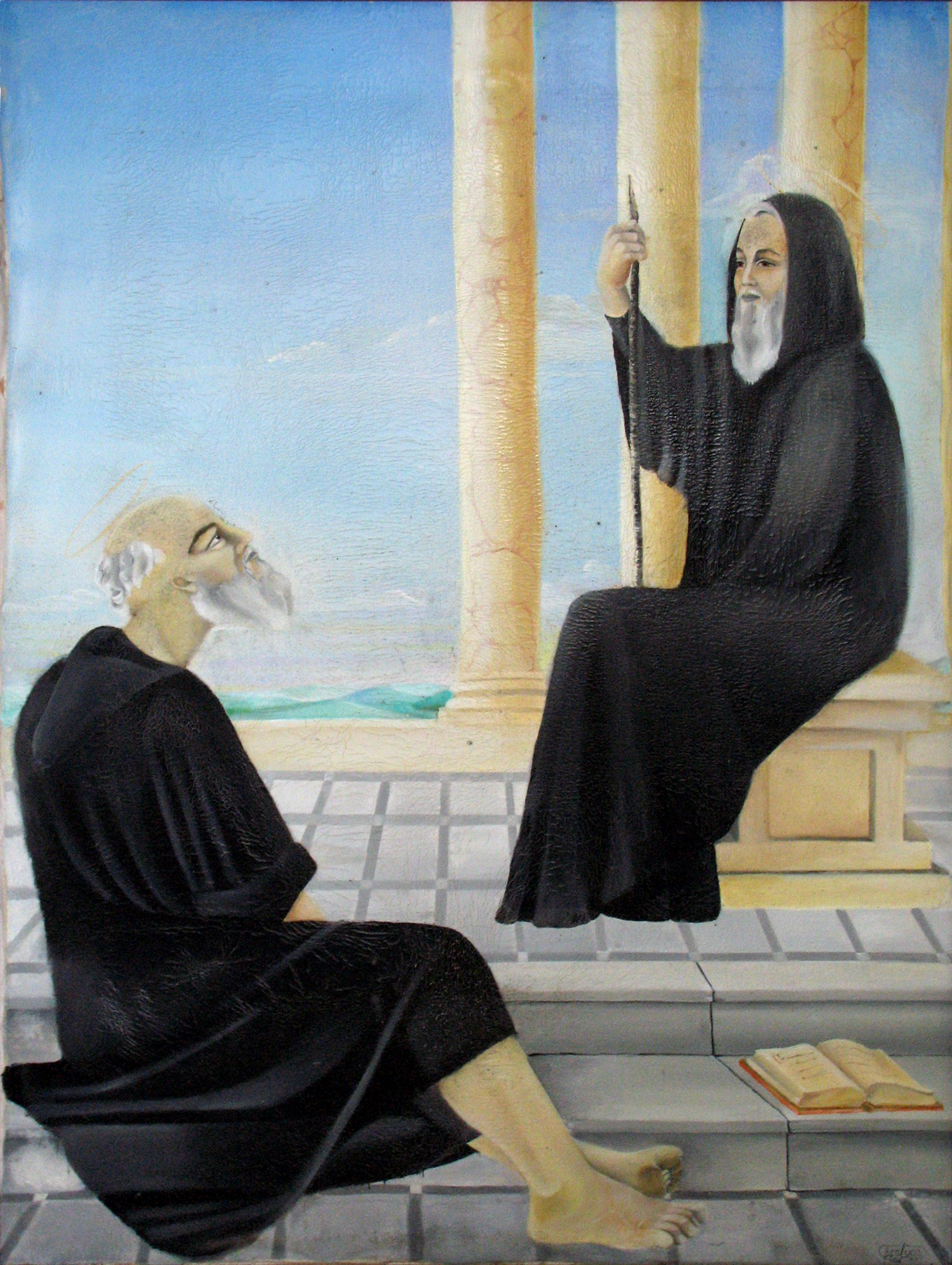
Tela di San Fantino
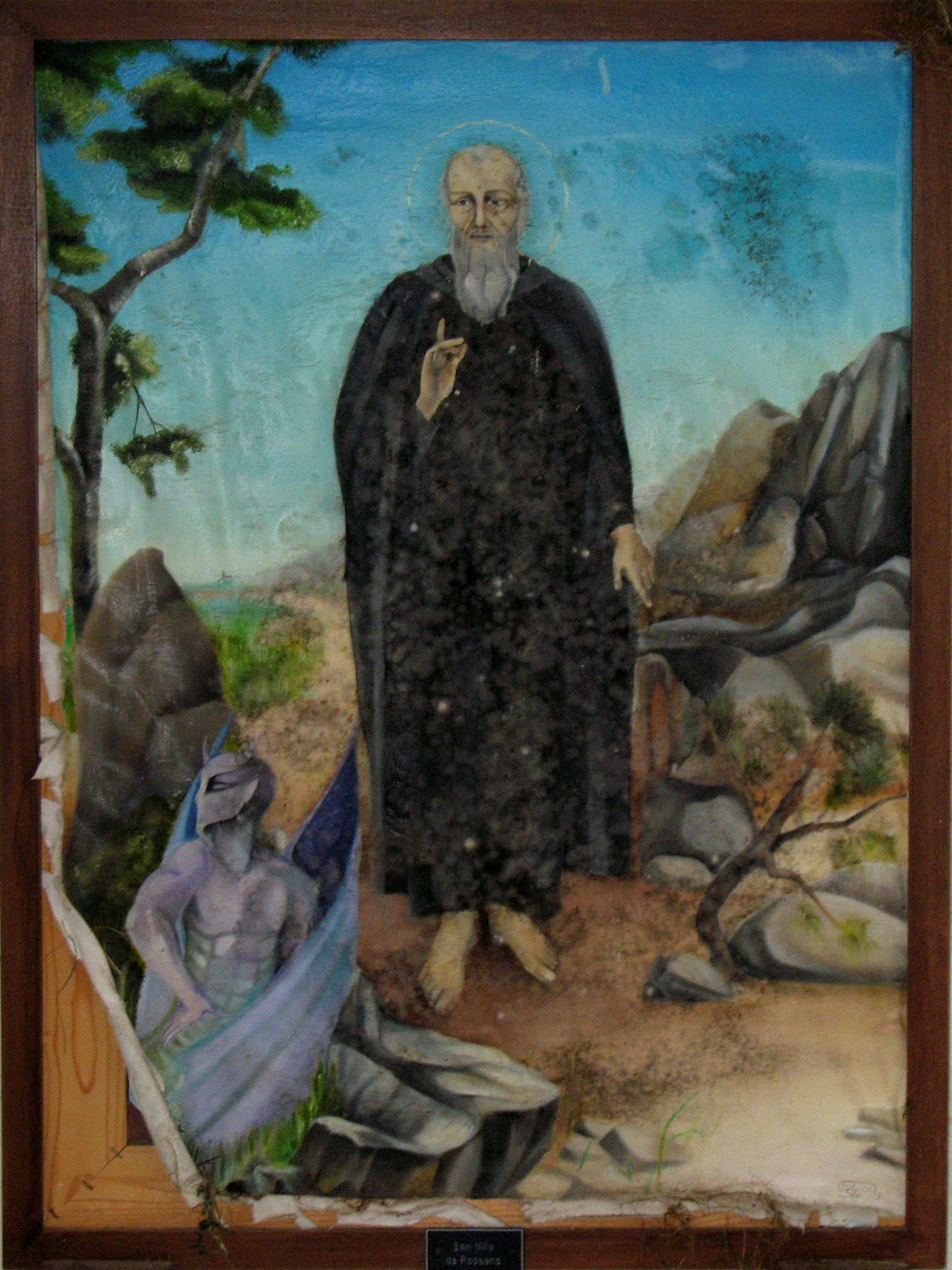
Tela di San Nilo da Rossano
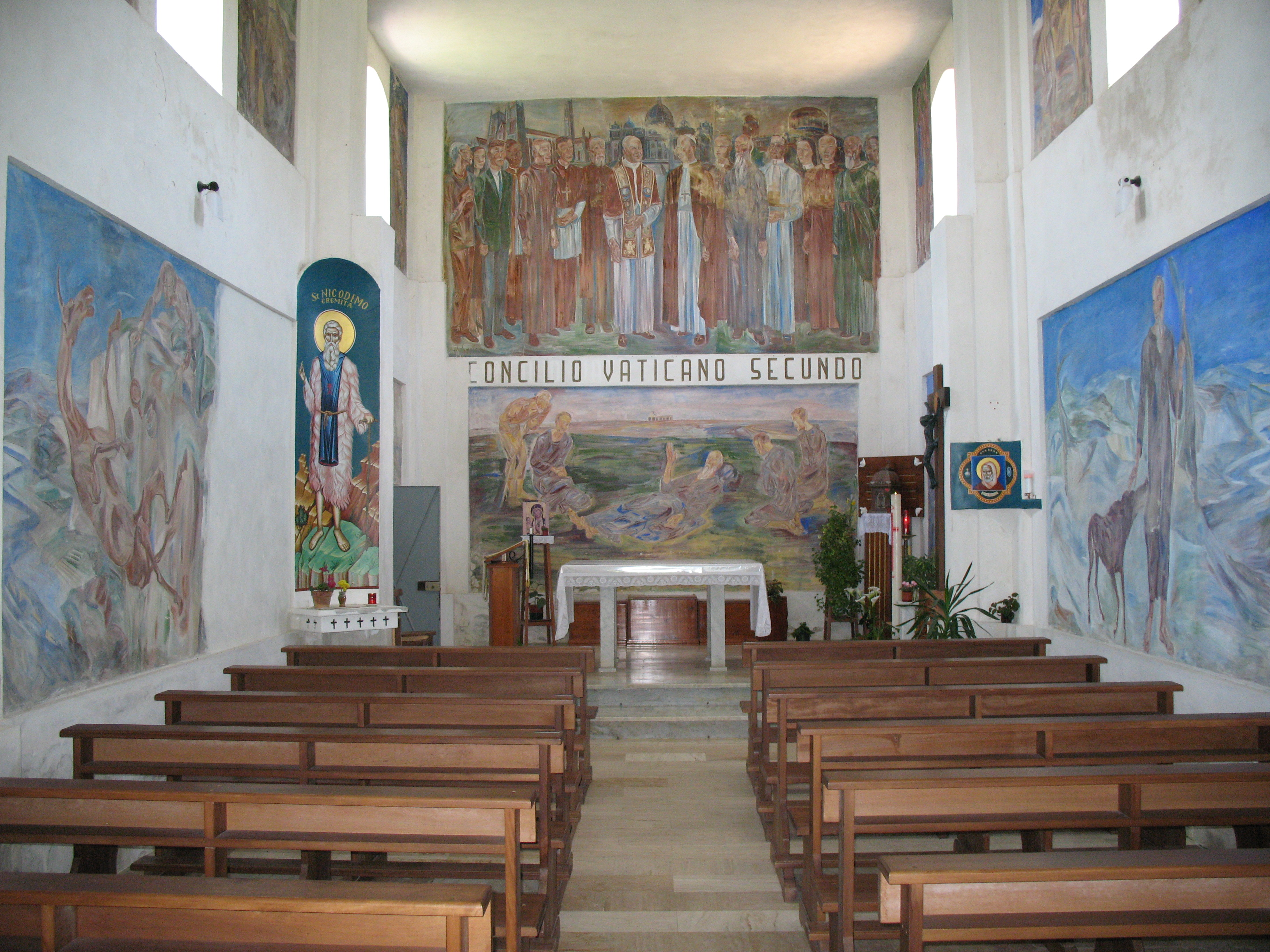
Interno del santuario
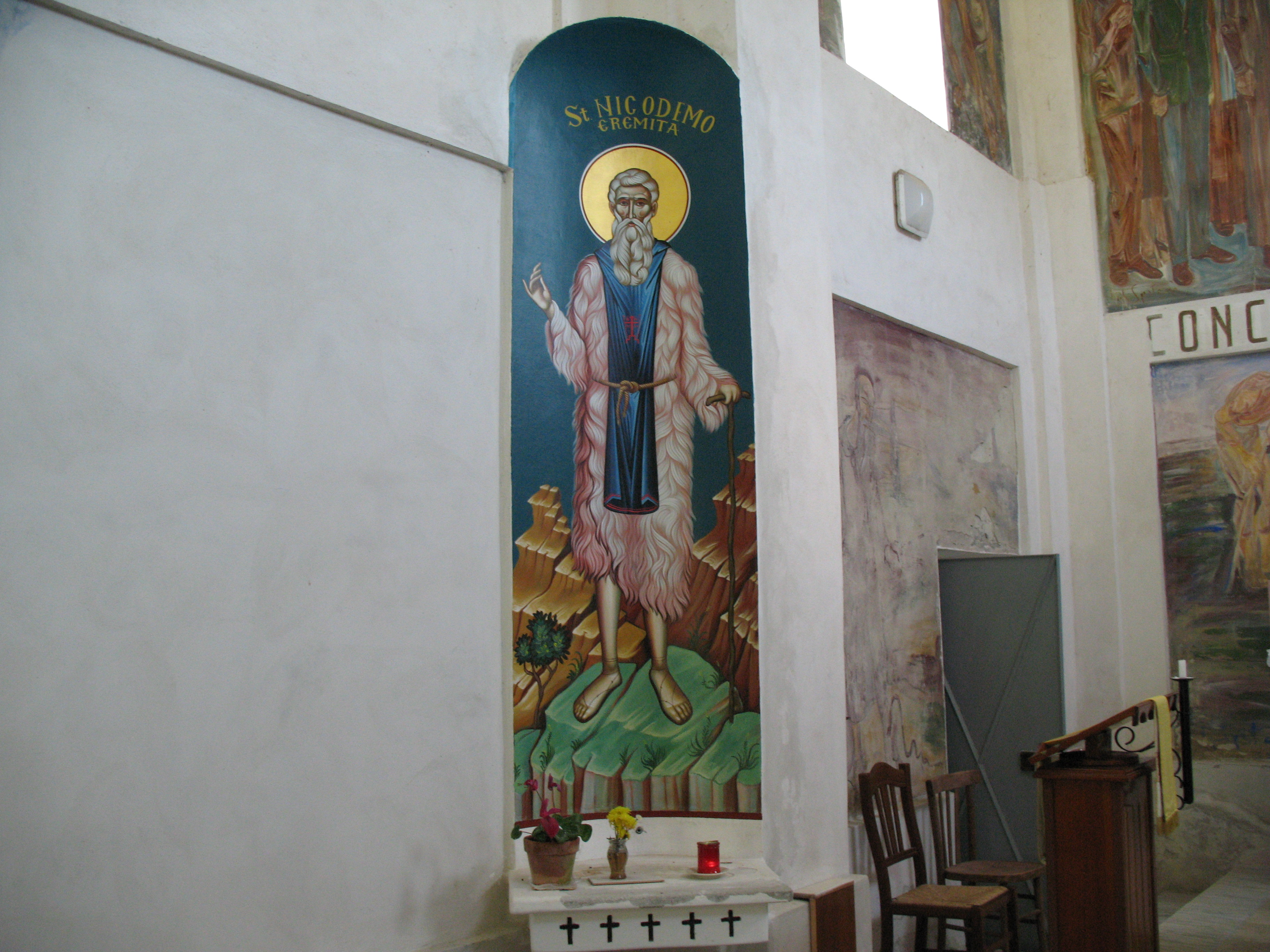
L'icona di San Nicodemo
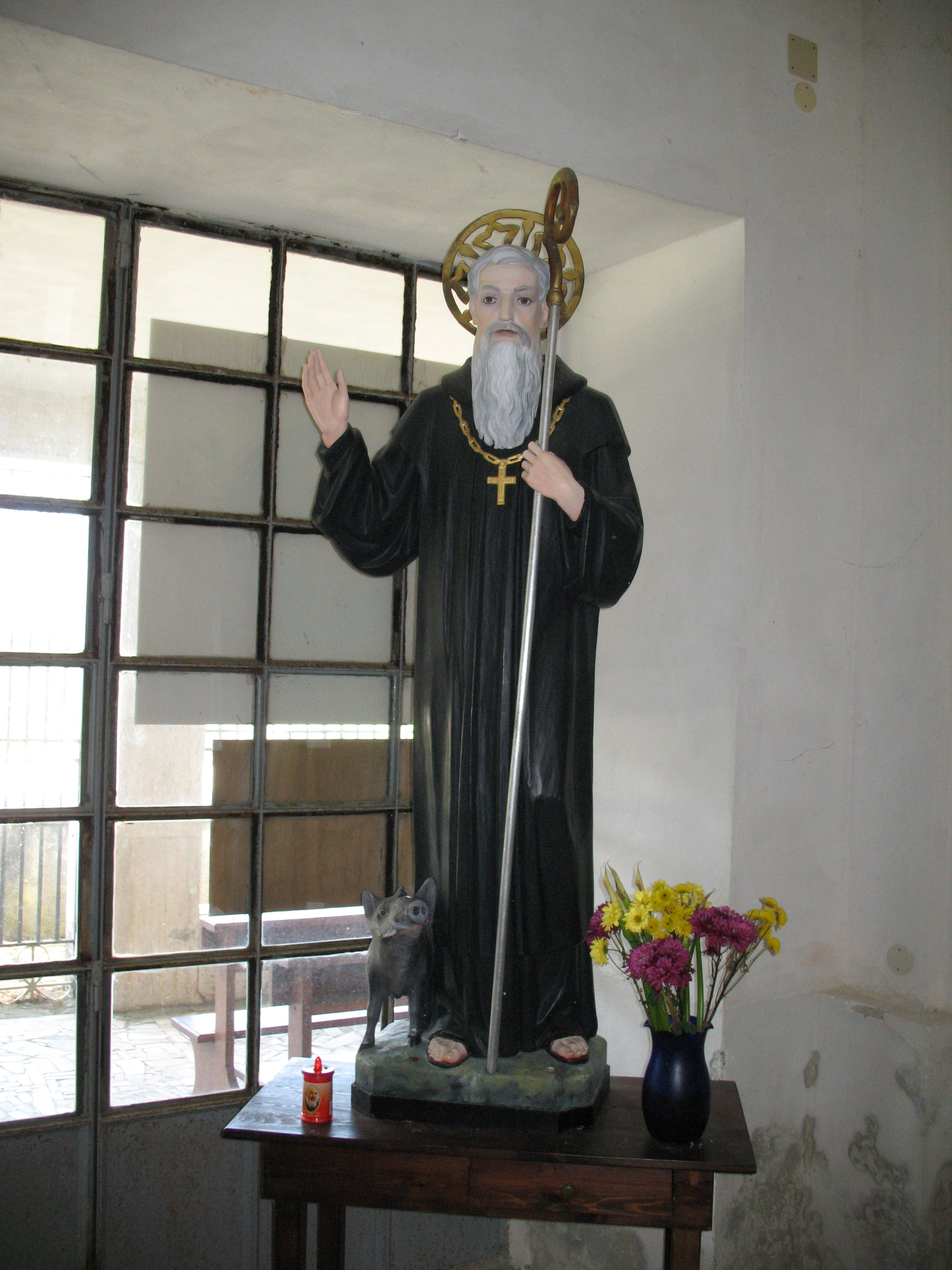
Statua di San Nicodemo
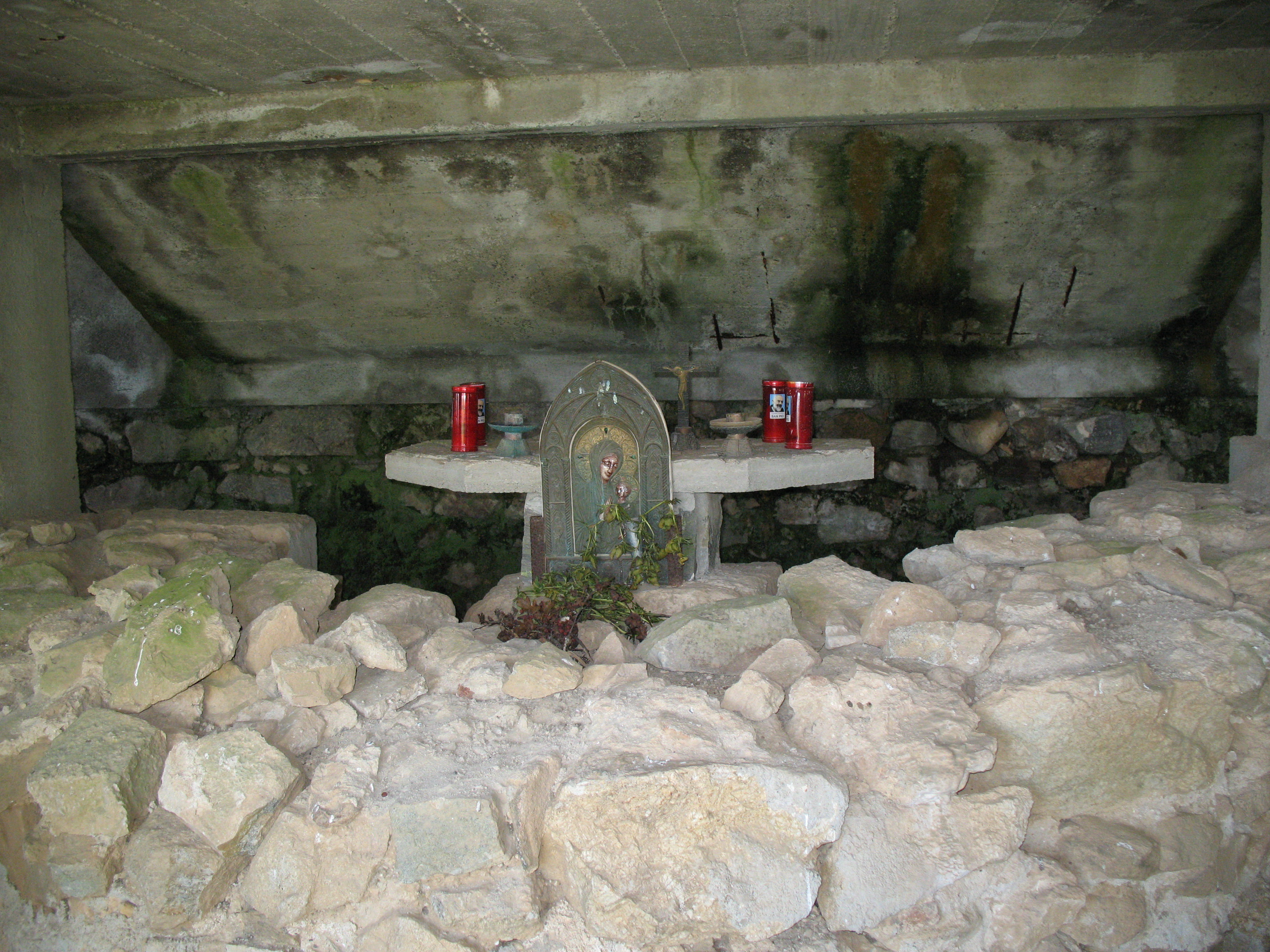
Resti dell'antico monastero del Kellerana del Sec. X presenti nel Santuario
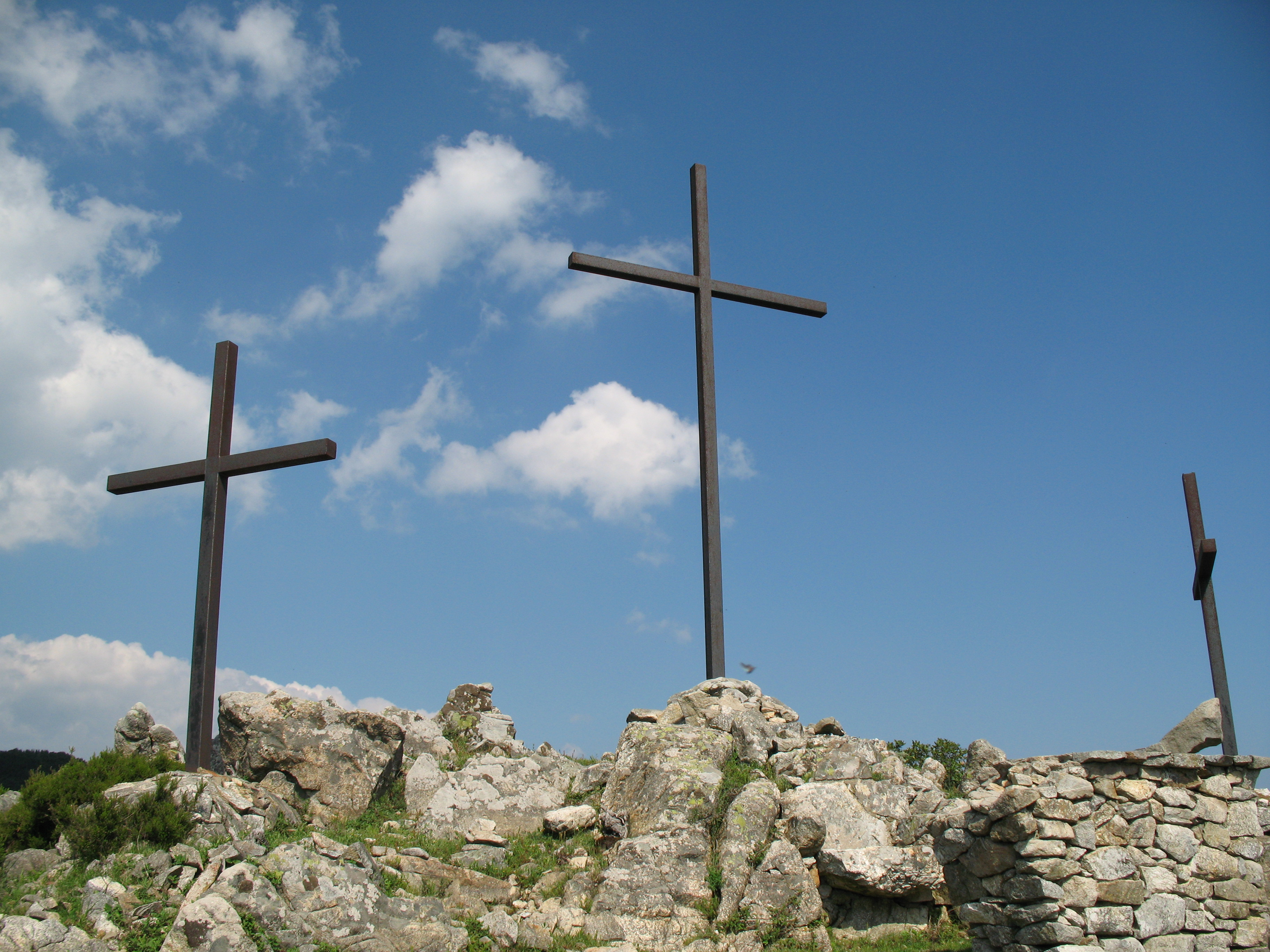
Le Tre croci presenti sulla cima del monte Kellerana che guardano lo Ionio, il Tirreno ed il santuario;
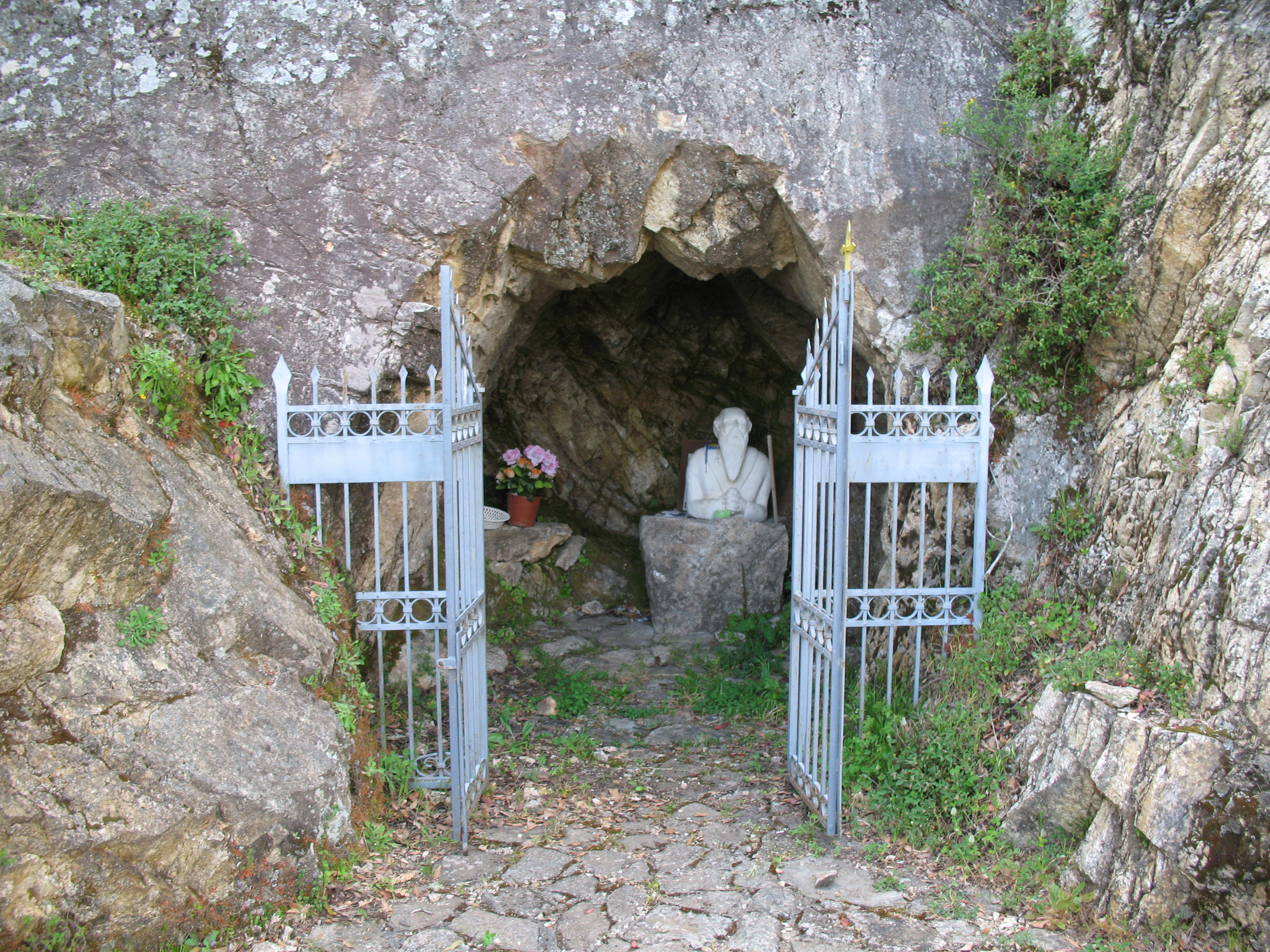
Grotta di San Fantino sul Kellerana
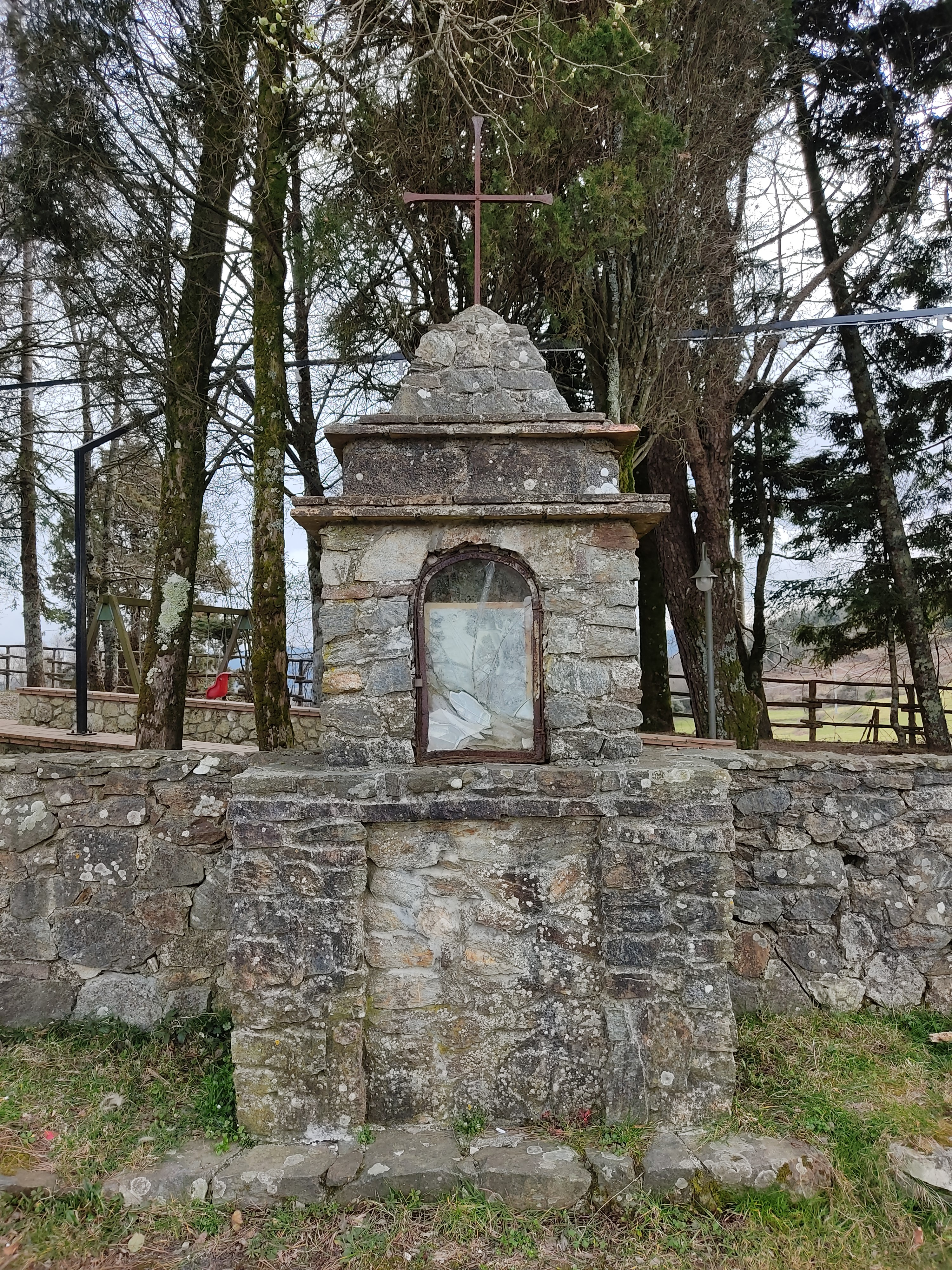
Antica cappelletta votiva di San Nicodemo